# Лаурі Корпікоскі
Лаурі Корпікоскі (фін. Lauri Korpikoski; 28 липня 1987, Турку, Фінляндія) — фінський хокеїст, крайній нападник. Виступає за клуб «Едмонтон Ойлерс» у Національній хокейній лізі.

## Спортивна кар'єра
Вихованець клубу ТПС із рідного міста Турку. За головну команду виступав протягом двох сезонів. У СМ-лізі провів 111 матчів, закинув 10 шайб, зробив 22 результативні передачі.
На драфті Національної хокейної ліги 2004 року був обраний у першому раунді клубом «Нью-Йорк Рейнджерс». До Північної Америки переїхав того ж року. Перші три сезони грав за фарм-клуб «Гартфорд Вулвс Пек», який виступає в Американській хокейній лізі.
В Національній хокейній лізі дебютував у сезоні 2007/08. Виступав за команди «Нью-Йорк Рейнджерс» і «Фінікс Койотс».
У 2004 році виступав за юніорську збірну Фінляндії на чемпіонаті світу в Білорусі. Найкращий бомбардир першості — 11 очок (5+6). Захищав кольори молодіжної збірної на двох чемпіонатах світу (2005, 2006). На другому турнірі, який проходив у канадському місті Ванкувер, здобув бронзову нагороду.
У складі національної збірної Фінляндії учасник зимових Олімпійських ігор 2014 у Сочі, чемпіонатів світу 2010 і 2013.